# René Cornejo
René Helbert Cornejo Díaz (Arequipa, 6 de enero de 1962) es un ingeniero mecánico eléctrico, funcionario público y político peruano. Se desempeñó como Ministro de Vivienda, Construcción y Saneamiento desde el 28 de julio de 2011 hasta el 24 de febrero de 2014 y como Presidente del Consejo de Ministros del Perú, desde el 24 de febrero del 2014 hasta que renunció el 22 de julio del mismo año.

## Biografía
Es ingeniero mecánico eléctrico egresado de la Universidad Nacional de Ingeniería (UNI) en 1985 y magíster en Administración por la Escuela de Administración de Negocios para Graduados (ESAN). Es también egresado del Magíster en Derecho de la Empresa por la Pontificia Universidad Católica del Perú (PUCP).
Dirigió el Fondo Nacional de Financiamiento de la Actividad Empresarial del Estado (FONAFE), del 2000 al 2002. Fue secretario ejecutivo del Fondo Hipotecario de Promoción de Vivienda (MIVIVIENDA), del 2002 al 2004. Entre 2004 y 2007 fue director ejecutivo de PROINVERSION (Agencia de Promoción de la Inversión Privada), renunciando tras las críticas que el presidente Alan García hizo a dicho organismo.
Ha desarrollado, estructurado y dirigido proyectos de infraestructura tanto estatales como privados, y en diversas áreas, incluyendo puertos, aeropuertos, energía, desarrollos viales y agricultura, entre otros. Asimismo, ha desarrollado proyectos sociales que integran la participación del sector público y privado.
Actualmente enseña el curso de Gestión de Tesorería y Capital de Trabajo en el Programa Avanzado de Dirección de Empresas (PADE) de Finanzas Corporativas en la Universidad ESAN en Lima, Perú. 

### Ministro de Vivienda, Construcción y Saneamiento
El 28 de julio de 2011 juró como Ministro de Vivienda, Construcción y Saneamiento, al inaugurarse el gobierno del presidente Ollanta Humala. La ceremonia se realizó en el Salón Dorado de Palacio de Gobierno. En este cargo estuvo durante casi tres años, antes de asumir la presidencia del Consejo de ministros.

### Presidente del Consejo de Ministros
El 24 de febrero de 2014, Cornejo juramentó como Presidente del Consejo de Ministros del Perú, luego de la renuncia de César Villanueva al cargo de Premier. Esta crisis ministerial se produjo luego de hacerse pública la falta de unidad del gabinete, al ser desautorizado el Premier Villanueva por el ministro de Economía Luis Miguel Castilla Rubio, sobre la cuestión del aumento de la Remuneración Mínima Vital, en un programa periodístico.
Ese mismo año el congresista Víctor Andrés García Belaúnde denunció al Premier por un supuesto beneficio a su propia empresa (Grupo Helios) desde el inicio de su gestión. Luego de una investigación, tanto el Ministerio Público como el Congreso de la República, archivaron las denuncias. El día 22 de julio Cornejo renunció al premierato y fue reemplazado por Ana Jara Velásquez.
Posteriormente, el ex segundo vicepresidente de la República, Omar Chehade, reveló a los medios de comunicación que la salida de Cornejo fue requerida por el propio presidente Ollanta Humala a sus más cercanos colaboradores a pocos días de asumir el cargo, debido a que el Premier se había comprometido a evitar intromisiones en las decisiones de Estado, en clara alusión a la actuación de la primera dama, Nadine Heredia, en los temas de gobierno. Chehade publicó en julio de 2016 su libro  “La Gran Usurpación”, donde da a conocer este y otros episodios de las relaciones de poder durante el mandato del presidente Humala Tasso.

### Caso Odebrecht
En 2019, la Fiscalía le abrió una investigación por colusión debido a que supuestamente se habría coludido con directivos de la empresa Odebrecht para facilitarles la licitación de la Carretera Interoceanica. En febrero del 2022, el Poder Judicial le dicto una orden de impedimento de salida del país por 12 meses junto con el expresidente (Y en ese entonces primer ministro), Pedro Pablo Kuczynski, debido a supuestas irregularidades en dicho proyecto.
| Predecesor: César Villanueva    | Presidente del Consejo de Ministros del Perú 24 de febrero de 2014-22 de julio de 2014              | Sucesor: Ana Jara Velásquez |
| Predecesor: Juan Sarmiento Soto | Ministro de Vivienda, Construcción y Saneamiento del Perú 28 de julio de 2011-24 de febrero de 2014 | Sucesor: Milton von Hesse   |